# Leontios I

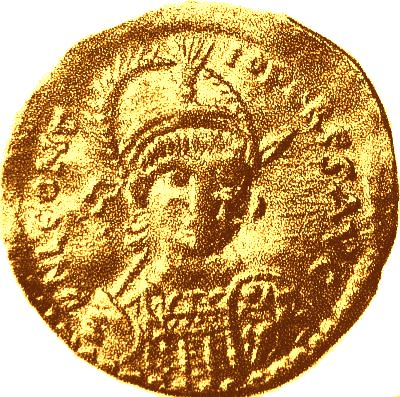
Gouden munt (solidus) met de kop van Leontius Antioch

Leontios (?-488) was keizer van Byzantium van 19 juni 484 tot 488. Hij kwam in opstand tegen Zeno, en regeerde slechts over een deel van het rijk.
Leontios was waarschijnlijk een Isauriër, hoewel een afkomst uit Syrië of Thracië ook genoemd wordt. Hij wordt als eerst genoemd als hij door keizer Zeno eropuit wordt gestuurd om af te rekenen met de opstandige Illus. Deze kocht Leontios echter om en benoemde hem tot Augustus op 19 juni. Hij werd verder gesteund door Verina, de schoonmoeder van Zeno en weduwe van Leo I.
Leontios bezette Antiochië van 27 juli tot 8 augustus en liet er munten slaan. Toen arriveerde echter een tweede expeditie van Zeno onder leiding van Johannes de Scyth, die Illus en Leontios rap versloeg en wegjaagde uit Antioch. De rebellen trokken zich terug naar Papirius in Isaurië, waar ze 4 jaar lang belegerd werden. In 488 werd de stad verraden. Leontios werd geëxecuteerd en zijn hoofd naar Constantinopel gebracht.